# اچ‌ام‌اس فرموی (جی۴۰)
اچ‌ام‌اس فرموی (جی۴۰) (به انگلیسی: HMS Fermoy (J40)) یک کشتی بود که طول آن ۲۳۱ فوت (۷۰ متر) بود. این کشتی در سال ۱۹۱۹ ساخته شد.